# Masahiro Tanaka
Masahiro Tanaka (田中 将大 Tanaka Masahiro?); nacido el 1 de noviembre de 1988) es un lanzador japonés de béisbol profesional que juega con los Tohoku Rakuten Golden Eagles en la Liga Japonesa de Béisbol Profesional (NPB). Anteriormente jugó con los New York Yankees de las Grandes Ligas desde 2014 hasta 2020.

## Carrera profesional

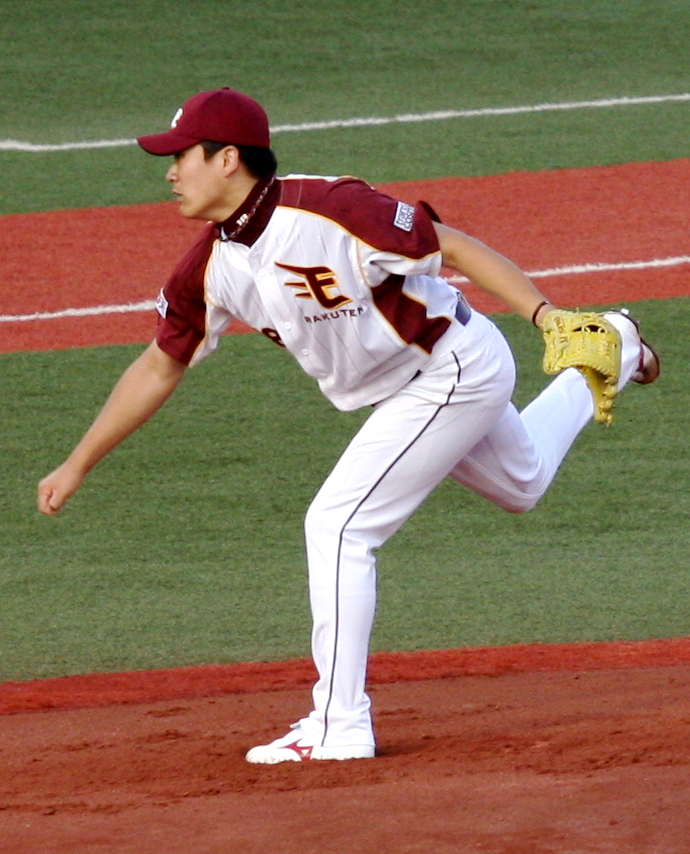
Tanaka lanzando para los Tohoku Rakuten Golden Eagles en 2007.

### Tohoku Rakuten Golden Eagles
Tanaka jugó con los Tohoku Rakuten Golden Eagles de 2007 a 2013. Debutó en el béisbol profesional el 29 de marzo de 2007 ante los Fukuoka SoftBank Hawks, a quienes permitió seis carreras y seis hits en apenas 1 2⁄3 entradas lanzadas, aunque no cargó con la derrota. Su primera victoria la obtuvo el 18 de abril, cuando lanzó un juego completo y registró 13 ponches, convirtiéndose en el primer lanzador desde Yu Darvish en lanzar un juego completo durante su temporada como novato. Culminó la temporada con marca de 11-7, un promedio de carreras limpias permitidas (efectividad) de 3.82 y 196 ponches, por lo que ganó el premio de Novato del Año de la Liga del Pacífico.
En 2008, Tanaka registró el primer salvamento de su carrera el 22 de junio, al entrar como relevista ante los Hiroshima Carps. Solo realizó 24 aperturas durante la temporada debido a su participación en los Juegos Olímpicos de Pekín 2008 y a una pequeña lesión en un hombro.
En 2009, Tanaka inició la temporada de manera dominante, al lanzar cuatro juegos completos consecutivos, el primer lanzador en registrar dicha hazaña desde Satoru Komiyama y Shigetoshi Hasegawa en 1993. El cuarto encuentro de los anteriormente citados representó la victoria 1,500 en la carrera del mánager Katsuya Nomura.
En 2011, registró 19 victorias y efectividad de 1.27, líder de todo el béisbol japonés en ambas categorías, por lo que ganó el Premio Eiji Sawamura por primera vez en su carrera.
En 2013, estableció un nuevo récord de la NPB al registrar 21 victorias de manera consecutiva durante la temporada, y 25 victorias en total incluyendo sus últimas cuatro aperturas de la temporada 2012, superando también la marca de Grandes Ligas establecida por Carl Hubbell con 24 victorias entre 1936 y 1937. Culminó el 2013 con 24 victorias, ninguna derrota y 1.27 de efectividad, liderando todo el béisbol japonés en dichas categorías, por lo que ganó su segundo Premio Eiji Sawamura y fue nombrado como el Jugador Más Valioso de la Liga del Pacífico. En la postemporada ayudó a los Golden Eagles a ganar su primer título de la Serie de Japón.

### New York Yankees
El 22 de enero de 2014, Tanaka firmó un contrato de siete años y $155 millones con los Yanquis de Nueva York, el cual incluyó una cláusula para traspasos y una opción de agencia libre después de cuatro años.
Tanaka debutó el 4 de abril de 2014 ante los Azulejos de Toronto, permitiendo un jonrón al primer bateador que enfrentó, el dominicano Melky Cabrera; aunque se llevó la victoria luego de lanzar siete entradas y registrar ocho ponches. Inició la temporada con marca de 6-0 hasta la derrota el 20 de mayo ante los Cachorros de Chicago, su primer juego profesional perdido desde el 19 de agosto de 2012. Durante la primera mitad de la temporada, registró marca de 11-1 con 1.99 de efectividad y 113 ponches, por lo que fue convocado al Juego de Estrellas junto a su compañero Dellin Betances, convirtiéndose en los primeros lanzadores novatos de los Yanquis en ser seleccionados a dicho encuentro desde Spec Shea en 1947. Debido a una inflamación de su codo derecho, Tanaka no pudo participar en el Juego de Estrellas, y fue reemplazado por su compatriota Koji Uehara. Luego de varias semanas en la lista de lesionados, y aceptar la sugerencia de sus médicos de no someterse a una cirugía, Tanaka regresó a jugar el 21 de septiembre ante los Azulejos, obteniendo su 13.ª victoria de la temporada. En 20 aperturas totales de la temporada, registró marca de 13-5 con 2.77 de efectividad y 141 ponches en 136 1⁄3 entradas lanzadas.
En 2015, Tanaka fue escogido como el lanzador abridor del Día Inaugural de temporada por el mánager Joe Girardi. En dicho encuentro celebrado el 6 de abril, permitió cinco carreras durante la tercera entrada, incluyendo un jonrón de Edwin Encarnación, por lo que cargó con la derrota. El 28 de abril fue colocado en la lista de lesionados debido a dolores en la muñeca, por lo que varios analistas reclamaron que el lanzador debió haberse sometido a una cirugía reconstructiva (cirugía Tommy John) la temporada pasada. Después de perderse un mes de acción, retornó el 3 de junio ante los Marineros de Seattle, lanzando siete entradas con nueve ponches para obtener la victoria. Finalizó la temporada con 24 juegos iniciados, registrando marca de 12-7 con 3.51 de efectividad y un WHIP de solo 0.99.
En 2016, fue el lanzador del Día Inaugural de los Yanquis por segunda vez de manera consecutiva, permitiendo dos carreras en 5 2⁄3 entradas ante los Astros de Houston. El 17 de abril, lanzó ante su excompañero Hisashi Iwakuma, marcando la primera ocasión en Grandes Ligas que dos antiguos compañeros japoneses se enfrentaron. Antes del Juego de Estrellas, Tanaka tuvo 18 aperturas donde registró marca de 6-2 y efectividad de 3.23. Finalizó la temporada con 31 aperturas y 199 2⁄3 entradas lanzadas, donde registró marca de 14-4, 165 ponches y 3.07 de efectividad, la tercera mejor de la Liga Americana. En la votación al Premio Cy Young, otorgado al mejor lanzador de la liga, quedó en el séptimo lugar junto a Aaron Sanchez.
En 2017, Tanaka lanzó en el Día Inaugural por tercera ocasión consecutiva, durando solo 2 2⁄3 entradas en las que permitió siete carreras ante los Rays de Tampa Bay. EL 23 de junio, enfrentó a su compatriota Yu Darvish por primera vez en Grandes Ligas, en un duelo de lanzadores donde no permitió carreras y ponchó a nueve bateadores en ocho entradas, retirándose sin decisión. El 28 de julio, impuso una nueva marca personal al ponchar 14 bateadores de los Rays para llevarse la victoria en ocho entradas lanzadas. El 27 de agosto, registró su décima victoria de la temporada ante los Marineros de Seattle, convirtiéndolo en el primer japonés en ganar 10 o más juegos en sus primeras cuatro temporadas de Grandes Ligas. El 29 de septiembre ante los Azulejos de Toronto, nuevamente estableció un récord personal con 15 ponches, igualando a Stephen Strasburg con la mayor cantidad de ponches en un encuentro de 2017. Tanaka culminó la temporada con marca de 13-12, 4.74 de efectividad, 194 ponches y 35 jonrones permitidos en 30 aperturas.
En la postemporada, Tanaka se llevó la victoria en el Juego 3 de la Serie Divisional ante los Indios de Cleveland. En la Serie de Campeonato de la Liga Americana ante los Astros de Houston, enfrentó a Dallas Keuchel en el Juego 1, donde cargó con la derrota, y en el Juego 5 donde lanzó siete entradas en blanco para obtener la victoria.
En 2018, Tanaka registró una marca de 12-6 con 3.75 de efectividad y 159 ponches en 27 aperturas. En su primer encuentro de la temporada retiró 13 bateadores de manera consecutiva y ponchó a un total de ocho en la victoria de los Yanquis por 4-1.
En 2019, Tanaka inició su cuarto juego de Día Inaugural el 9 de marzo de 2019, donde lanzó 5 2⁄3 entradas y permitió seis hits y dos carrera carreras en la victoria de los Yanquis por 7-2 contra los Orioles de Baltimore. El 6 de julio, fue incluido en el Juego de Estrellas de 2019 como reemplazo del lanzador Marcus Stroman de los Azulejos de Toronto. Finalizó la temporada con marca de 11-9 y efectividad de 4.45 en 32 juegos.
En la temporada acortada por la pandemia de COVID-19, Tanaka registró marca de 3-3 con 3.56 de efectividad y 44 ponches en 10 aperturas.

### Regreso a Tohoku Rakuten Golden Eagles
El 28 de enero de 2021, Tanaka acordó un contrato de dos años para regresar al Tohoku Rakuten Golden Eagles de la Liga Japonesa de Béisbol Profesional. El acuerdo parece tener un valor de 900 millones de yenes ($8,6 millones) al año con incentivos adicionales, convirtiéndose en el jugador mejor pagado en la historia de la NPB.